# Distretto di Gushan
Il distretto di Gushan (鼓山區S, Gǔshān QūP) è un distretto della municipalità di Kaohsiung, situata a Taiwan.